# Опорный вуз
Опорный вуз (опорный университет) в России — создаваемый в регионе на основе объединения существующих высших учебных заведений вуз, ориентированный на поддержку развития субъекта Российской Федерации посредством обеспечения местного рынка труда высококвалифицированными специалистами, решения актуальных задач региональной экономики и реализации совместно с регионом и его предприятиями образовательных и инновационных проектов.
Опорные вузы появились в начале 2016 года после одобрения экспертным советом при Министерстве образования и науки Российской Федерации 11 из 12 заявок, поданных на соискание этого статуса и предусмотренных им государственных субсидий.
В апреле 2017 года Минобрнауки расширило список опорных вузов до 33.

## Список действующих опорных вузов
1. Ленинградский государственный университет им. А.С. Пушкина
2. Алтайский государственный университет
3. Белгородский государственный технологический университет имени В. Г. Шухова
4. Владимирский государственный университет имени А. Г. и Н. Г. Столетовых
5. Волгоградский государственный технический университет
6. Воронежский государственный технический университет
7. Вятский государственный университет
8. Донской государственный технический университет
9. Калмыцкий государственный университет имени Б. Б. Городовикова
10. Кемеровский государственный университет
11. Костромской государственный университет
12. Магнитогорский государственный технический университет имени Г. И. Носова
13. Марийский государственный университет
14. Мурманский арктический государственный университет
15. Нижегородский государственный технический университет имени Р. Е. Алексеева
16. Новгородский государственный университет имени Ярослава Мудрого
17. Новосибирский государственный технический университет
18. Омский государственный технический университет
19. Орловский государственный университет имени И. С. Тургенева
20. Петрозаводский государственный университет
21. Псковский государственный университет
22. Самарский государственный технический университет
23. Саратовский государственный технический университет имени Ю. А. Гагарина
24. Сибирский государственный университет науки и технологий имени академика М. Ф. Решетнёва
25. Сибирский государственный медицинский университет Минздрава России
26. Сочинский государственный университет
27. Сыктывкарский государственный университет имени Питирима Сорокина
28. Тольяттинский государственный университет
29. Тульский государственный университет
30. Тюменский индустриальный университет
31. Ульяновский государственный университет
32. Уфимский государственный нефтяной технический университет
33. Череповецкий государственный университет
34. Ярославский государственный университет имени П. Г. Демидова